# بنو سواءة
بنو سواءة قبيلة عربية هوازنية عدنانية وهم بطن من بطون بنو عامر بن صعصعة وهم ذرية سواءة بن عامر بن صعصعة.

## النسب
يعود نسب بنو سواءة الى الفرع العامري من قبائل هوازن من قيس عيلان وهم:
- بنو سواءة بن عامر بن صعصعة بن معاوية بن بكر بن هوازن بن منصور بن عكرمة بن خصفة بن قيس عيلان بن مضر بن نزار بن معد بن عدنان.[1]

### أبناء سواءة
- حبيب
  - منهم الصحابي جابر بن سمرة
- حجير
  - منهم الصحابي أبو جحيفة وابنه عون بن أبو جحيفة.[1]
- حرثان